# Helena Maria Paderewska
Helena Maria Paderewska von Rosen (° 1856 – † 16 janvier 1934) est une militante sociale polonaise, épouse engagée aux côtés du compositeur et Président du Conseil des ministres de Pologne Ignacy Jan Paderewski. Elle naît et grandit à Varsovie mais elle vivra plusieurs décennies dans la villa Riod-Bosson à Tolochenaz en Suisse romande. Dans le cadre de son engagement politique et humanitaire, Paderewska a de nombreux contacts avec la diaspora polonaise, notamment aux États-Unis et en France.

## Origines germano-baltes
Elle vient d’une sous-branche de la famille noble von Rosen, des Germano-Baltes de Livonie, qui contrairement à d'autres lignages qui ont cultivé une vie biculturelle, s’est intégrée à la vie locale polonaise. 
Il s'agit de la branche von Rosen-Sonorm-Schönangern, ligne cadette des Rosen-Hochrosen auf Großroop au XIVe siècle.
- Seigneur Johann Hans von Rosen (1646-1703), Oberst, député, marié à Brita von Stenbock[1]:
  - Baron Johann Hans von Rosen (1685 Tartu-1767 Hulja), député, Rittmeister, baron von Rosen (Suède,1731), député)[N 1].
  - Comte Gustav Friedrich von Rosen (1688 Tartu - 1769 Stockholm), Oberst baron puis comte (1751)[N 2]. Fondateur de la branche comtale suédoise[2].
  - Johann von Rosen (1685 Tartu - 1767 Hulja), marié à Augusta von der Pahlen[3]:
    - Friedrich Adolf von Rosen (1722 Ungru-Rohuküla -1796), marié en 2e lit à Gertrude Magdalena von Derfelden
      - Otto Reinhold Johann von Rosen (1782 Manoir de Lückholm-1831),  Oberstleutnant, marié à Katarzyna von Rosen Rucinska :
        - Władysław Friedrich Franz von Rosen (1829- ) Leutnant, marié Zofia von Taube[4]
          - Helena Maria Paderewska von Rosen (1856 Varsovie – 1934 Riod-Bosson), épouse de Ignacy Paderewski[5].

## Vie familiale
Son premier mari était le violoniste Władysław Górski avec qui elle a eu un fils. Toutefois, pendant des années, elle a vécu parallèlement en concubinage avec son futur second mari Ignacy Jan Paderewski, pianiste et homme politique. Elle s’est occupée de son fils paralysé Alfred que Paderewski a eu  de son premier mariage avec Antonina Korsak. 
En 1895, Helena rencontre des difficultés à obtenir le divorce  d’avec Górski. Ses avocats invoquent deux raisons : le refus de son père de consentir au mariage alors qu’elle était mineure et le mariage dans une paroisse à laquelle aucun des deux époux n’appartenait. Les tentatives d’annulation du mariage aboutissent seulement le 31 mai 1899 , date où elle épouse le veuf Paderewski qui a été Président du Conseil des ministres de Pologne de la Deuxième République polonaise du 16 janvier au 9 décembre 1919. Selon l’opinion de nombreuses personnes de l’époque, Helena Paderewska a exercé une grande influence sur la politique de son mari. 
Ils s’installent dans le canton de Vaud près de Morges dans une magnifique demeure aujourd’hui disparue à Riod-Bosson. C’est un lieu de retrait pour son mari musicien entre les concerts ou pour la composition. Pour Helena, c’est un havre de paix où elle reçoit de nombreuses personnalités du monde politique, artistique et culturel. Elle s'y adonne à sa passion pour les volatiles en remplissant des volières d'oiseaux rares et en élevant des milliers de poulets de race .

## Militantisme et activités sociales et humanitaires

### Croix blanche polonaise

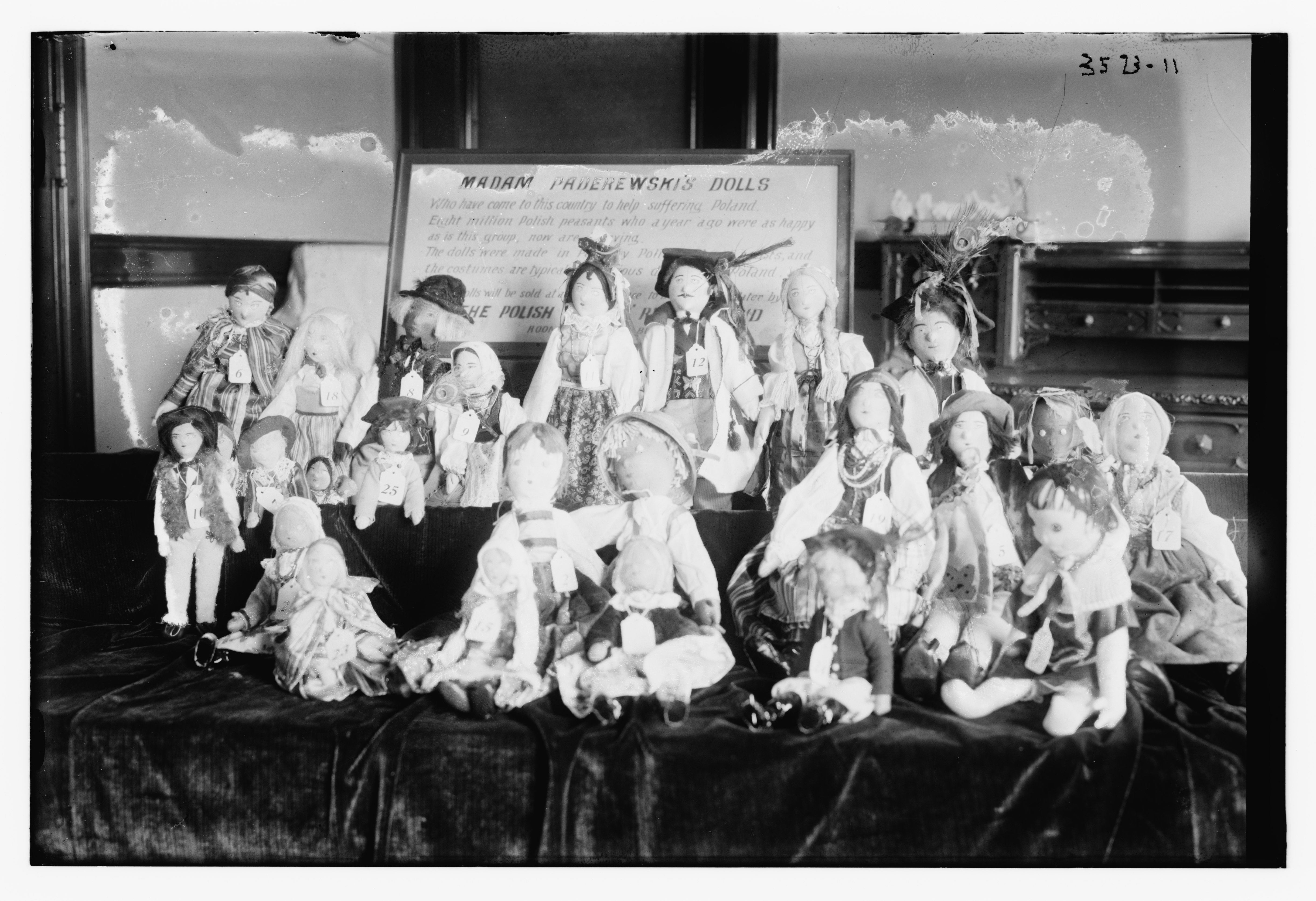
Les poupées de Madame Paderewska, 1914.

Pendant la Première Guerre mondiale, elle organise l’aide aux victimes de guerre en Pologne, ainsi qu’aux soldats de l’armée polonaise en France. Elle est l’initiatrice de la création de la Croix-Blanche polonaise ;  L’organisation de la Croix-Blanche polonaise a été créée en février 1918 à New York par Ignacy Jan Paderewski et Helena Paderewska, qui en est devenue la présidente à partir de 1919.  
Afin d’obtenir des fonds pour aider les victimes de la Première Guerre mondiale en Pologne, elle vendait des poupées pendant les concerts que donnait son mari aux États-Unis; sur la médaille de chaque poupée  figurait l’inscription suivante :

« Santé et bonheur à vous, amoureux des poupées, en prenant une de mes petites poupées dans votre cœur et chez vous – orphelins de Pologne – vous nourrissez les mères et les enfants affamés de cette triste terre »

— Helena Paderewska, .
Au fil du temps, les petites poupées de chiffon sont devenues un symbole de l’aide apportée par la Croix-Blanche polonaise aux soldats polonais blessés pendant la guerre et à leurs familles. La Croix-Blanche polonaise forme des infirmières, livre des médicaments et équipe des hôpitaux de campagne en Europe et au Canada. Elle  fournit des vêtements et de la nourriture aux soldats combattants. Le combat ne s’arrête pas avec la fin de la guerre : l’association caritative entretient des hôpitaux, des maisons de convalescence, des cantines de soldats, ainsi que des crèches et des écoles pour les enfants des victimes de guerre en Pologne..
L’histoire des poupées remonte à 1915 lorsque Helena Paderewska visite l’atelier d’art polonais de Stéphanie Łazarska à Paris. Elle y conçoit des poupées de chiffon qu’elle met en vente. Leurs auteurs étaient des artistes polonais résidant en France à l’époque qui souvent ne pouvaient pas retourner dans leur patrie en raison de problèmes politiques à la suite des différents partages de la Pologne. Helena Paderewska fut conquise par ces poupées dont elle commanda 1 000 exemplaires à livrer à New York pour être vendues de 200 à 300 $. Au début, elles sont vendues comme des « poupées polonaises réfugiées » de Madame Paderewski. Mais depuis 1918, elles deviennent aussi le symbole de la Croix Blanche polonaise.
Les poupées de chiffon étaient vêtues de costumes de différentes régions de Pologne. Chaque modèle avait une histoire qui lui était associée. Les poupées les plus populaires étaient le jardinier Hansel et son amie Halka, et elles ont été choisies pour représenter l’ensemble de la collection aux États-Unis. Certaines des poupées commandées portaient les tenues d’infirmières de la Croix-Blanche polonaise, qui promouvaient l’idée de l’organisation et la soutenaient également financièrement. Les poupées étaient accompagnées de livres spécialement publiés dans lesquels leurs histoires étaient décrites.

### Engagée aux côtés de son époux

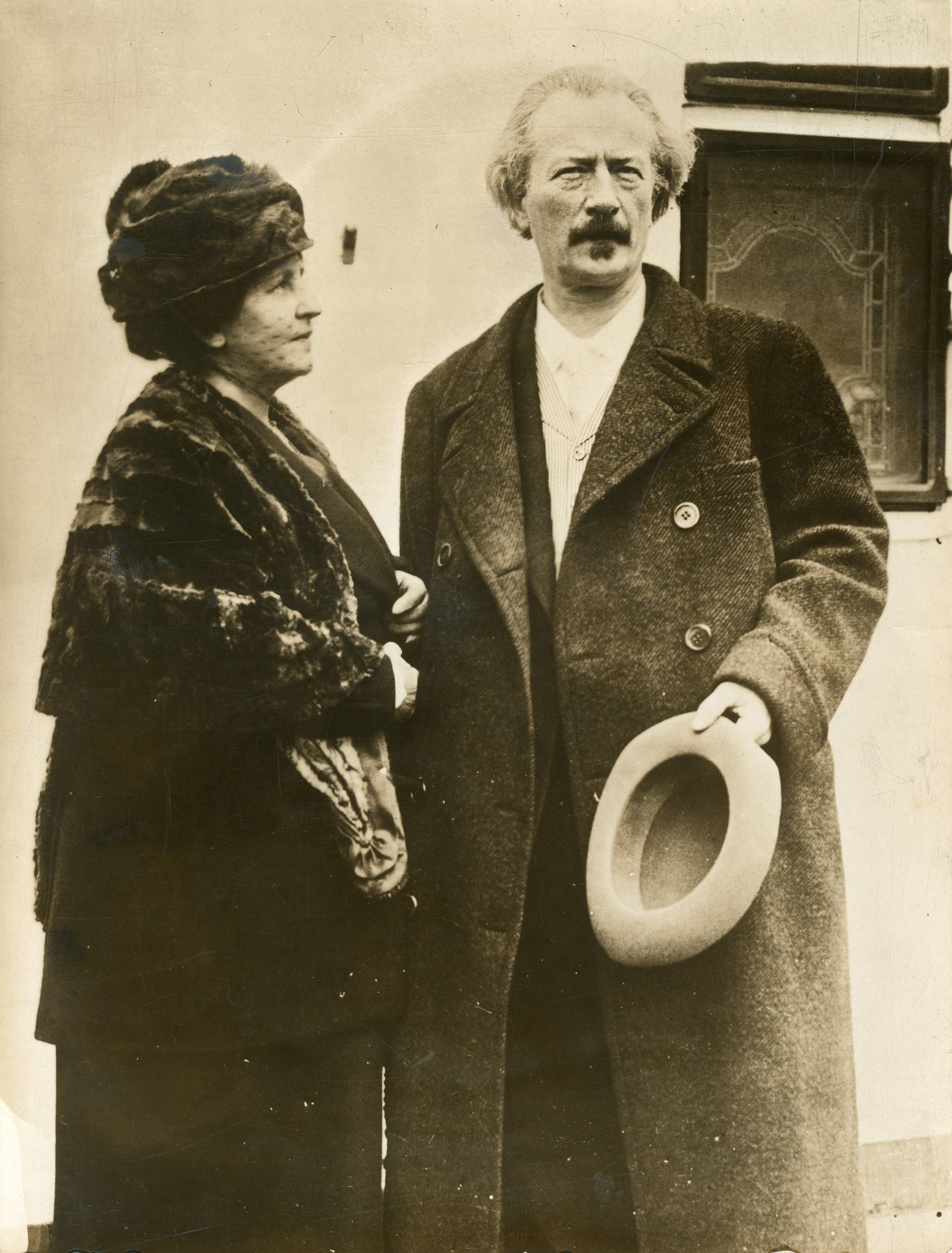
Helena Paderewska avec son mari Ignacy Paderewski en 1915.

Avec son mari, elle arrive à Poznań le 26 décembre 1918, et le lendemain, c’est elle qui prend la parole à la place de son époux alors malade et s’adresse à une procession de 23 000 enfants de toutes les paroisses de Poznań, qui se tenaient devant l’hôtel Bazar. Elle souligne le rôle joué par la grève des enfants de Września contre la germanisation des écoles polonaises. Les enfants criaient « Longue vie à Paderewski et à Mme Paderewska ! ». [5]
Le 18 janvier 1919, toutes les organisations existantes en Pologne, guidées par les idéaux de la Croix-Rouge dans leurs activités, se réunissent sous son patronage. À la suite de cette réunion, la Croix-Rouge polonaise a été créée. Peu de temps après, le gouvernement approuve son statut, et quelques mois plus tard, après la démission du président Paweł Sapieha, Helena Paderewska est devenue présidente de la Croix-Rouge polonaise. Elle occupe ce poste jusqu’en 1926. 
Elle a également soutenu le YWCA polonaise et a été membre honoraire de la Związek Polek w Ameryc  (l’Association des femmes polonaises d’Amérique aux côtés de la physicienne polono-française Marie Curie, l’écrivaine et militante féministe Maria Konopnicka, la romancière positiviste Eliza Orzeszkowa, l’actrice internationale Helena Modjeska, l’écrivaine Maria Rodziewiczówna, la sénatrice américaine Barbara Mikulski ou encore la résistante et militante  Irena Stanisława Sendlerowa

### Fin de vie
Helena Paderewska est gravement malade à la fin de sa vie. Pour cette raison, Ignacy Paderewski a annulé sa tournée hivernale aux États-Unis. Elle  meurt le 16 janvier 1934 dans la propriété achetée en 1897 par son mari au lieu-dit Riond-Bosson à Tolochenaz près de Morges en Suisse où ils ont habité de 1898 à 1940. Mais elle est inhumée au cimetière polonais des Champeaux de Montmorency aux côtés de son beau-fils Alfred.

## Œuvres
- Helena Paderewska, Memoirs 1910-1920, 214 pages, Stanford, California: Hoover Institution Press, 2015, introduction et  annotations de  Maciej Siekierski,  préface de Norman Davies. (LCCN https://id.loc.gov/resources/instances/19128555.html)  (ISBN 9780817918644),  (ISBN 0817918647).
- Helena Paderewska, Wspomnienia 1910-1920,  Varsovie, éditions Państwowy Instytut Wydawniczy, 2015, illustrations d‘Andrzej Barecki ; annotations d‘Anna Kaniewska. (LCCN https://id.loc.gov/resources/instances/2015488238.html)  (ISBN 9788364822148)  (ISBN 8364822144), 239 pages.
- Helena Paderewska, Paderewski: The Struggle for Polish Independence (1910-1920), revu et commenté par Ilias Chrissochoidis, éditions Brave World,18/09/2015,  204 pages,  (ISBN 978-0692535417), www.academia.edu/15832670.

## Distinction
- Vatican :  Croix Pro Ecclesia et Pontifice accordée par le pape Benoît XV en 1921.

## Musées
- Le Polish Museum of America de Chicago expose de façon permanente des objets, documents  et photographies autour de Helena Paderewska, notamment à l’occasion de son 166e anniversaire[14].
- La collection de poupées de Helena Paderewka  se trouve à ce même Musée polonais d’Amérique à Chicago. L’exposition permanente consacrée à Ignacy Jan Paderewski et son épouse présente trois poupées, dont une dans le costume d’une infirmière de la Croix Blanche polonaise.